# サンヨー食品
サンヨー食品株式会社（サンヨーしょくひん、英: SANYO FOODS.Co.,Ltd.）は、サッポロ一番のブランド名で即席麺の製造・販売を行う日本の企業。コーポレート・スローガンは「良い味の創造」（2019年6月3日制定）。

## 概要
群馬県前橋市で酒類販売業を営んでいた井田文夫とその長男・井田毅により、1953年（昭和28年）11月1日に富士製麺として創業した。現在の社名になったのは1961年7月1日。社名は、即席麺事業をスタートするにあたり、太平洋、大西洋、インド洋の3つの大洋を駈ける壮大な企業に雄飛することを祈念して命名した。ブランド名の「サッポロ一番」は、当時の専務であり後に社長となる井田毅が全国のラーメンを食べ歩き、札幌ラーメンに感銘を受けたことに由来している。
登記上本店は東京に、事務本部および本社工場は群馬県前橋市に、ほかの工場は奈良県大和郡山市、福岡県飯塚市にある。
同社の袋麺、およびカップ麺は製造工場の記号一覧が表記されている。+A=群馬県（本社工場）、+F=福岡県（九州工場）、+W=奈良県（関西工場）、+Z=千葉県（協力工場） ※協力工場以外は子会社の太平食品工業

## 沿革
- 1953年（昭和28年）11月1日 - 前橋市新町に富士製麺株式会社を設立。
- 1957年（昭和32年）7月 - 本社及び工場を前橋市天川原町に移転。
- 1961年（昭和36年）
  - 4月 - 即席めん製造を乾めんと並行して開始。
  - 7月1日 - 商号をサンヨー食品株式会社に変更。
- 1963年（昭和38年）7月10日 - 同社初の味付即席ラーメン『ピヨピヨラーメン』発売。
- 1964年（昭和39年）8月1日 - 同社初のスープ別袋式即席ラーメンにして業界初のご当地即席ラーメン「長崎タンメン」発売。
- 1966年（昭和41年）1月5日 - 「サッポロ一番しょうゆ味」発売。
- 1967年（昭和42年）4月10日 - 「アラビヤン焼そば」（のちに「サッポロ一番 アラビヤン焼そば」に改称）発売。
- 1968年（昭和43年）9月1日  - 「サッポロ一番みそラーメン」発売。
- 1971年（昭和46年）9月1日 - 「サッポロ一番塩らーめん」発売。
- 1972年（昭和47年）  - 麺の二つ折り製造装置考案
- 1975年（昭和50年）1月18日 - 「サッポロ一番カップスター」発売。
- 1981年（昭和56年）7月1日 - エースコック（大阪府）と資本提携、連結子会社とする。
- 2009年（平成21年）10月1日 - マルタイ（福岡県）と資本・業務提携することを発表。
- 2010年（平成22年） - 九州工場でマルタイの一部製品（屋台ラーメンなど）の受託生産を開始。
- 2011年（平成23年） - 日本女子サッカーリーグ（なでしこリーグ）のINAC神戸レオネッサの公式スポンサーとなることを発表。
- 2013年（平成25年）9月2日 - 「サッポロ一番」シリーズの袋麺全製品がアルミ包装に切り替わる(ただし、後発の頂、およびグリーンプレミアム 0（リニューアル前）は除く)。
- 2014年（平成26年）8月 - オラム・インターナショナルの加工食品事業への資本参加に合意、ナイジェリアなどアフリカ7カ国に事業を展開。

## 事業所

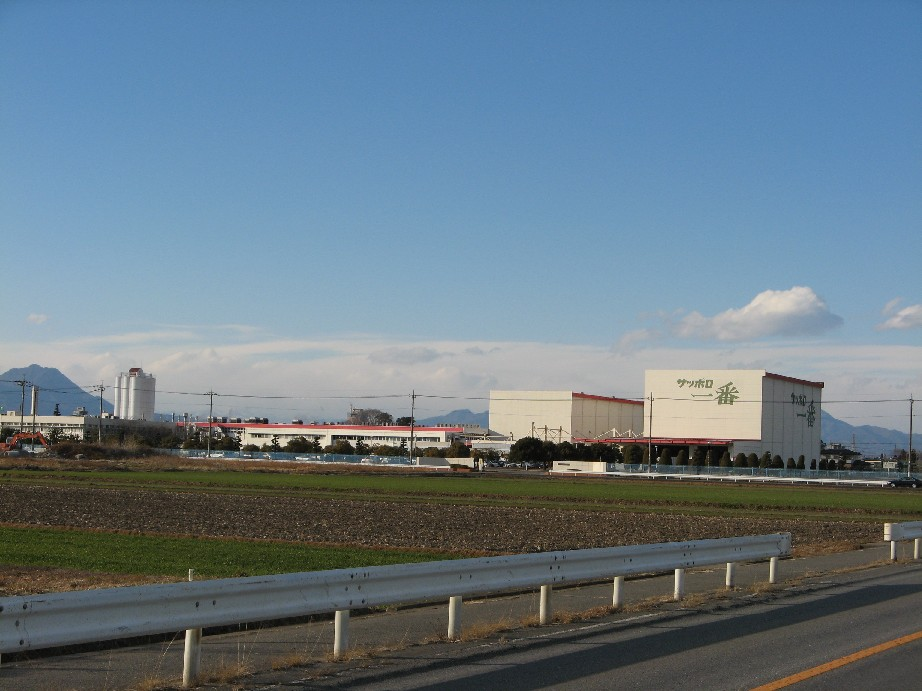
本社工場（前橋市）

本社
東京都港区赤坂3-5-12 サンヨー赤坂ビル7F
本社工場・お客様相談室
群馬県前橋市朝倉町555-4
支店
仙台、北関東、名古屋、大阪、広島、九州
※看板商品の由来となった札幌市と北海道には工場、支店ともに存在しない。
サンヨー赤坂ビル - 東京都港区赤坂3丁目5番2号の外堀通り沿いに1973年に竣工した。地上9階・地下1階建てで、6階から9階にかけてサンヨー食品本社、その他の階は音声製作会社のブル（4階）などのテナントが入る。2012年にアウトフレーム補強工法による耐震補強が行われた。

### グループ会社
サンヨー食品販売株式会社
東京都港区赤坂3-5-2
太平食品工業株式会社（サンヨー食品製造部門。+A）
群馬県前橋市朝倉町555-4
関西工場（+W） - 奈良県大和郡山市額田部北町944
九州工場（+F） - 福岡県飯塚市平恒1-8
太平フーズ株式会社
群馬県前橋市朝倉町542-1
エースコック株式会社
大阪府吹田市江坂町1-12-40 紙谷新御堂ビル
康師傅控股有限公司
中国上海市閔行区呉中路1688号
オラムサンヨーフーズ
ナイジェリアラゴス州アパパ市モバイルサイディングロード53
サンヨーフーズ アメリカ
アメリカカリフォルニア州ガーデングローブモナークストリート11955
サンヨーリゾート株式会社
群馬県前橋市朝倉町555-4
富岡ゴルフ倶楽部
群馬県富岡市下丹生914
株式会社市原ゴルフ倶楽部
千葉県市原市奉免855
柿の木台コース - 千葉県市原市牛久1293
株式会社泉屋酒店
群馬県前橋市日吉町4-36-1

### 友好会社
株式会社カナヤ食品（+Z）
千葉県旭市鎌数9163-25
株式会社マルタイ
福岡県福岡市西区今宿青木1042-1

## 主な商品
現在製造終了の商品も含む。

サッポロ一番のブランドロゴ

- ピヨピヨラーメン（1963年7月より全国発売。一時生産中止の時期あり、2004年にカップ麺として期間限定で復活。販売終了。）
- 長崎タンメン（1964年8月発売。サンヨー食品のご当地ラーメンのラインナップの発端となった。また、塩らーめんのベースにもなった。）
- サッポロ一番しょうゆ味（1966年1月発売。当初の商品名は「サッポロ一番」のみで、2代目以降「しょうゆ味」の名が付加された。中国、四国、九州、沖縄ではほとんど発売されていない。）「サッポロ一番しょうゆ味」パッケージ右上の青い矢印のようなマークは、前社長・井田毅のアイデアだが、その意味は社内でも諸説あり不明という[7]。
- サッポロ一番みそラーメン（1968年9月発売当初から大判サイズ。）
- サッポロ一番塩らーめん（1971年8月全国発売。）
- サッポロ一番中華そば（1979年8月全国発売。2012年9月に後述の後継商品「麺の力 中華そば」が発売されたことに伴い販売を一旦終了するが、2014年9月1日に3食パック、および5食パック専売品として販売再開。）
- サッポロ一番ほたて味ラーメン（1983年9月全国発売。その名の通り帆立の旨みを生かした醤油味スープが特徴。CMキャラクターに当初、安岡力也を起用して話題を呼んだ。2016年11月7日にサッポロ一番ブランド生誕50年記念商品として数量限定で発売された。）
- サッポロ一番東京ラーメンこれだね（1986年9月全国発売。王道系の醤油ラーメンでスープの隠し味にチャーシューのタレが含まれているのが特徴だった。上記のサッポロ一番ほたて味ラーメン同様、2016年11月7日にサッポロ一番ブランド生誕50年記念商品として数量限定で発売された。）
- サッポロ一番北のしょうゆラーメン
- サッポロ一番北のみそラーメン
- サッポロ一番北のコーンラーメン
- サッポロ一番とんこつラーメン（2002年8月全国発売。九州産とんこつエキスをベースにしたスープのラーメン。）
- サッポロ一番大人の担々めん（2009年9月全国発売。当初の商品名は「サッポロ一番担々麺」だった。2013年4月1日に「麺の力 担々麺」が発売されたことに伴い販売を一旦終了するが、2014年4月28日に3食パックとして販売再開したのち、9月1日に5食パックの販売再開を経て2016年7月4日のリニューアルを機に現在の商品名となった）
- サッポロ一番ちゃんぽん（2010年9月全国発売。2012年9月7日に「麺の力 ちゃんぽん」が発売されたことに伴い販売を一旦終了するが、2014年4月28日に3食パック専売品として販売再開したのち、9月1日に5食パックが販売再開。）
- サッポロ一番とっぱちからくさやんつきラーメン（1987年当初九州限定で発売し一時期全国販売するも、再度九州限定になる。）
- サッポロ一番ごま味ラーメン（1972年9月発売当初は全国販売。その後長く中国、四国、九州、沖縄でしょうゆ味の代わりに販売されていたが2009年8月より再び全国販売。）
- サッポロ一番えぞ味ラーメン（1973年1月全国発売。）
- サッポロ一番やさしいらーめん まろやか旨み（醤油味と塩味。スープにエコナの油を使用、麺はノンフライの健康志向ラーメン。）
- サッポロ一番辛口拉麺オロチョン（1984年11月発売。現在は販売終了。）
- サッポロ一番辛口拉麺オロチョンみそ味（1985年9月発売。現在は販売終了。）
- サッポロ一番ミニカップ（1985年発売。現在は販売終了。）
- サッポロ一番辛口拉麺オロチョン清湯（1985年9月発売。現在は販売終了。）
- サッポロ一番どん辛（販売終了。）
- サッポロ一番ごくらく麺
- サッポロ一番からくちラーメンしょうゆ味（1990年1月発売。現在は販売終了。）
- サッポロ一番からくちラーメンみそ味（1990年1月発売。現在は販売終了。）
- サッポロ一番ピリ辛みそラーメン チゲ風（2007年9月より発売。「サッポロ一番みそラーメン」の辛口版にあたる。現在は販売終了。）
- サッポロ一番カップスター（1975年1月全国発売。カップ麺で初の紙カップを使用。2002年4月以降パッケージデザインや各種具材等を大幅リニューアルしたものの、2006年10月に1975年当時のパッケージデザインとその当時の具材等をほぼ忠実に再現した復刻版が期間限定で発売され、2007年4月以降のリニューアル発売では復刻版とほぼ同じ内容に落ち着く。2015年1月に映画『スター・ウォーズ』とのコラボレーションを実現した期間限定パッケージが発売された〈現在既に販売終了済〉）
- サッポロ一番カップスターみそ味（1975年8月発売。）
- サッポロ一番カップスターカレー（1987年6月発売。）
- サッポロ一番 アラビヤン焼そば（1967年4月当初は全国で発売されたが、1980年 - 2008年頃まで千葉・茨城限定商品となり、さらに2009年以降より再び全国にて発売されるようになった。）
  - サッポロ一番 BIG アラビヤン焼そばカップ（上記の「アラビヤン焼そば」を大盛サイズのカップ焼きそばにアレンジしたもの。2008年6月30日に全国にて期間限定で発売された。）
- サッポロ一番ソース焼きそば（同社の袋入り焼きそばではメジャーな部類であるが、発売は1971年4月で上述の「アラビヤン焼そば」の4年後である。当初は全国で発売されていたが、のちに関東・甲信越・静岡限定商品に。かつてはこれのカップ焼きそば版も存在していた。）
- サッポロ一番ごくらく焼そば
- サッポロ一番オタフクお好みソース味焼そば（広島のソース会社・オタフクソースとの共同開発商品。）
- サッポロ一番塩カルビ味焼そば（2001年2月、全国発売。塩焼きそばブームの先駆けとなった製品。）
- えび焼そば
- バソキヤ（2006年夏に「バソキヤ2006」として期間限定で復活。販売終了。）
- バソキヤ2
- バソキヤ3
- バソキヤDRY
- 元気なやきそば
- かんさい新うどん
- どんぶり感情
- 韓国家庭料理シリーズ
- サッポロ一番黒カリーBLACK HOT
- サッポロ一番トンコツカリーYELLOW HOT
- サッポロ一番チリガーリックRED HOT
- サッポロ一番長崎の魚系こってり深みしょうゆ焼きあご（あご=トビウオ）
- サッポロ一番三陸の魚系すっきりコクしょうゆ秋刀魚（サンマ）
- サッポロ一番紀州産梅塩らーめん
- サッポロ一番うわさの人気ラーメン店
- サッポロ一番野菜カレーヌードル
- サッポロ一番ツナカリー焼そば
- サッポロ一番カルビ味焼そば
- サッポロ一番塩焼そば
- サッポロ一番KONISHIKIカルーアピッグ焼そば
- サッポロ一番暴君ハバネロ激辛焼そば
- サッポロ一番懐かしのメンマらーめんしょうゆ味桃屋のメンマ入り
- サッポロ一番チンゲン菜と肉そぼろ入りコク塩ラーメン
- とろみ五目雲吞麺醤油味
- サッポロ一番こな雪のみそラーメン
- サッポロ一番ちゃんぽん風焼そば
- 中華そば本舗
- きのこ庵
- 福を呼ぶめでたいラーメン
- 味の傑作
- やさしいきつねうどん
- 麻婆カレーラーメン
- 旨辛一杯
- 旨味が濃い味
- 薫りの名手
- 博多名物焼きラーメンとんこつ味
- クイックパスタ
- 餅みそラーメン
- ざぼんラーメン
- 男の汁なしまぜそば
- 超強ゴシまぜうどん
- 肉道場ホルモンうどん
- ちゃんぽん
- ジャイアンツカップ
- スナックラーメン
- サッポロ一番 庶民の焼そば（2009年1月 - 3月までの期間限定商品。カップ焼そばにおける「何杯食べても飽きのこないおいしさ」を身上とする商品でシュリンクに髭男爵の写真がプリントされている。キャッチコピーは「普通に旨いやないか〜い!!」）
- どんぶりバージョン（「サッポロ一番しょうゆ味」「サッポロ一番みそラーメン」「サッポロ一番塩らーめん」「サッポロ一番ごま味ラーメン」が、カップ麺で新登場したもの。）
- サッポロ一番 縁日の焼そば （2016年3月28日発売。袋麺、カップ麺共に東日本向けの「東味」と西日本向けの「西味」が混在する）
- サッポロ一番 男の一杯シリーズ
  - サッポロ一番 男の一杯 黒の特濃醤油ラーメン
- サッポロ一番 旅麺シリーズ（オープン価格のどんぶり型カップラーメン。）
- サッポロ一番渡る世間は鬼ばかりシリーズ（TBSテレビの同名ドラマタイアップ商品。番組レギュラーの藤岡琢也が長らくサッポロ一番のCMキャラクターを務めた縁とされる。販売終了。）
  - 幸楽ラーメン
  - 幸楽焼そば
  - お食事処 おかくら（うどん・そば）
- 有名店シリーズ・チルド
- 有名店シリーズ・カップ（かまど）他
- サッポロボーイおもしろカップ（1985年3月に発売され、現在は販売終了。子供向けカップラーメンで男の子向けはミニプラモデルが、女の子向けはアクセサリーがそれぞれカップの中に添付。カップラーメン史上初の食玩として知られる。）
- サッポロボーイおもしろめん DRAGONBALL（1986年に発売され、現在は販売終了。漫画『ドラゴンボール』とのコラボ。袋入り麺で食玩入り。）[8]
- サッポロボーイ・ケンちゃんラーメン（1988年に発売され、かなり長期間発売されたが、販売終了。子供向けカップラーメン。先述の「サッポロボーイおもしろカップ」の後継商品にあたる商品で、商品キャラクターに志村けんを起用され、商品そのものはイラストのみの利用で、広告活動のみ実写が使われていた。パッケージに「しむらケンちゃんラーメン」と書かれていた。スピードクジのシールが封入され、当たりシールをはがきに貼って送ると景品がもらえた。テレビCMは終売まで一貫して「新発売」と謳われ、志村が出演するバラエティ番組『志村けんのだいじょうぶだぁ』内のコントにおいて「8年経ってまだ新発売だもんなぁ……」と志村が洩らしたことがあった。）
  - ケンちゃんきつねうどん
  - ケンちゃんたぬきうどん
  - ケンちゃんやきそば
  - ケンちゃんたまごやきそば
- ごつうま
- ポケモンヌードル（1999年7月発売[9]。ケンちゃんラーメンの後継で、ポケモンのシールが封入されている。この商品から子供向けカップ麺にも「サッポロ一番」のブランドが使われるようになった。現行のものはピカチュウの顔のみが大きく描かれているのが特徴。）
- いか明太焼そば
- 暴君ハバネロカップ焼そば（東ハトとのコラボレーション商品。2004年9月発売。期間限定。）
- ニューウェーブラーメン チェキラ!（2000年7月[10]、「リズム&ブルースショウユ」と「ソウル・トンコツ・フィーバー」）
- 人情屋台
- デュラムおばさんのカップパスタシリーズ（2008年7月に東京圏にて試験販売。2009年8月3日より全国にて販売開始。）
  - デュラムおばさんのたらこスパゲッティ
  - デュラムおばさんのカルボナーラ フェットチーネ
- サッポロ一番 夏限定 バジルとレモンで仕上げた 塩らーめん イタリアン風味（2010年5月、全国発売）
- サッポロ一番 KING CUP（キングカップ）シリーズ（2011年10月より販売開始。カップスターの超大盛版との見方も）
- サッポロ一番 麺の力（2012年9月に袋麺で先行発売したのち、同年11月よりカップ麺が発売。当初のラインアップは中華そばとちゃんぽんの2品だったが、担々麺と醤油とんこつが順次追加。このうち、ちゃんぽんと担々麺は2014年4月28日にサッポロ一番 ちゃんぽんとサッポロ一番 担々麺の各3食パックと入れ替わる形で販売終了後、最後まで残った醤油味と醤油とんこつもそれぞれ2014年10月6日にサッポロ一番 中華そばと入れ替わる形で販売終了。事実上のブランド終了となった。）
- サッポロ一番 頂（いただき）（プレミアム系の袋入り中華麺。2013年10月に関東・中部・近畿にて試験販売後、2014年1月27日より正式に全国発売。当初は醤油味と塩味のラインアップだったが2014年3月3日にみそ味が、2014年6月上旬につけ麺 魚介醤油だれ[注 1]がラインアップに追加された。後述するグリーンプレミアム 0と入れ替わる形でそのまま販売終了。）
- サッポロ一番 大人のミニカップきつねそば（2014年9月、全国発売）
- サッポロ一番 大人のミニカップきつねうどん（2014年9月、全国発売）
- サッポロ一番 大人のミニカップ中華そば（2015年2月、全国発売）
- サッポロ一番 大人のミニカップ減塩中華そば（2015年2月、全国発売）
- サッポロ一番 塩とんこつラーメン（2015年1月、全国発売）
- サッポロ一番 カレーラーメン（2015年4月、全国発売）
- サッポロ一番 グリーンプレミアム 0（ゼロ） 醤油ラーメン・海鮮ラーメン・鴨だしうどん・野菜だしラーメン（2015年9月(野菜だしラーメンのみ2016年4月4日)に全国で発売。ノンフライ麺、およびノンオイルスープを採用し、脂質ゼロ(ただし調味スープのみ)・コレステロールゼロ・低カロリーをそれぞれを実現したシニア向けの袋入り中華麺、および和風麺）[11][12][13]
- サッポロ一番 わかめ庵 わかめらーめん（2015年9月、全国発売）
- サッポロ一番 みそラーメン味焼きそば（2015年9月、全国発売）
- サッポロ一番 ポテマニア のり塩味（2015年12月、全国発売）
- サッポロ一番 チキンマニア フライドチキン味（2016年1月、全国発売）
- サッポロ一番 から揚げ風 しょうゆ味（2016年1月、全国発売）
- サッポロ一番 和ラー 
  - 博多 鶏の水炊き風（2016年10月17日、全国発売・2020年3月9日、終売）
  - 能登 海老汁風（2016年10月17日、全国発売・2017年3月21日、終売）
  - 津軽 帆立貝焼き味噌風（2016年10月17日、全国発売・2017年3月21日、終売）
  - 北海道根室 かにの鉄砲汁風（2017年3月21日、全国発売・2017年10月2日、終売）
  - 両国 ちゃんこ鍋風（2017年3月21日、全国発売・2017年10月2日、終売）
  - 三重 伊勢海老汁風（2017年10月2日、全国発売・2018年9月30日、終売）
  - 秋田 きりたんぽ鍋風（2017年10月2日、全国発売・2018年3月19日、終売）
  - 宮城 仙台牛使用 テールスープ風（2018年3月19日、全国発売・2019年3月11日、終売）
  - 神戸　関西すき焼き風（2019年3月11日、全国発売・2020年3月9日、終売）

## 企業スローガン
- 「このひと手間が、アイラブユー。」（袋麺、2015年9月 - ）
- 「今日はひとりでアイラブミー」（カップ麺、2018年4月 - ）
- 「良い味の創造」（2019年6月3日 - ）

## テレビコマーシャル・広告展開
- 「しょうゆ味」のCMでは業界初のエリアマーケティングを導入。関東では人気急上昇中のザ・ドリフターズを、関西では喜劇界の大物・曽我廼家明蝶を起用した[14]。
- 「サッポロ一番みそラーメン」のCMのサウンドロゴは淡野圭一が作曲した[15]。
- 「みそラーメン」は藤岡琢也が、1969年から2004年までイメージキャラを務めていた。CM本編では実際に食べているシーンはほとんどなかった。
- 2015年から2020年まではサッポロ一番シリーズ全般では後述するグリーンプレミアム0（ゼロ）を除き、竹内結子[注 2]、劇団ひとり、寺田心がそれぞれイメージキャラクターとして起用され、家族の日常をテーマとしたCMを展開していた。
- 「塩らーめん」のCMは、1974年に制作された野菜がニョキニョキ生えてきて踊る特殊撮影のものがあった。その後CMをリニューアルしたが、1990年代に復活し、数年間OAされた。
- 「サッポロ一番カップスター」のCMでは2008年のリニューアルで発売当時のCMソング（のこいのこの歌唱）がリバイバル使用されている。
- BSデジタル放送で一時期CMを流したこともある（BSフジでは主になでしこリーグ中継時に提供）。
- 提供クレジットは、2019年6月2日以前は社名の「サンヨー食品」ではなく、ブランド名の「サッポロ一番」表記となっていた。

以下、●印は以前に同業他社のCMに出演、▲印は後に同業他社のCMに出演。
2025年4月現在の出演者
- 乃木坂46（カップスター）[注 3]
- バカリズム（みそラーメン）
- 芳根京子（塩ラーメン）

過去の出演者（順不同）
- 砂塚秀夫（サッポロ一番）
- 藤岡琢也（みそラーメン、渡鬼シリーズ）
- 石川ひとみ（みそラーメン、中華そば）
- 島田奈美（みそラーメン）
- 柏原芳恵●（みそラーメン）
- ゆうゆ（みそラーメン、うまいもんシリーズ、オタフクお好みソース味焼そば、えび焼そば）
- ダニエル・カール（みそラーメン）
- 平野レミ（みそラーメン、塩ラーメン、袋入り焼そば）
- 椎名桔平●（みそラーメン、塩ラーメン）
- 石塚英彦▲（みそラーメン）
- 土家里織（みそラーメン）
- 唐沢寿明（しょうゆ味）
- 田代まさし（北のしょうゆラーメン、北のみそラーメン）
- 曽我廼家明蝶（しょうゆ味・関西）
- ザ・ドリフターズ▲（しょうゆ味・関東）
  - 志村けん●（ケンちゃんラーメン）
  - 加藤茶●（からくちラーメン、うまいもんシリーズ）
- 5代目三遊亭圓楽（えぞ味ラーメン）
- 長谷直美、益田喜頓（カップスター）
- 麻丘めぐみ（カップスター）
- 湯原昌幸▲（カップスター）
- 桜田淳子（カップスター）
- 荻野目洋子（カップスター）
- Wink（カップスター）
- 島崎和歌子（カップスター）
- 相原勇（カップスター）
- 山口リエ（カップスター）
- ハイヒール▲（カップスター）
- 渡辺徹（カップスター）
- 吉田拓郎（カップスター）
- 加藤幸子（カップスター）
- 郷ひろみ（カップスター）
- 本上まなみ（カップスター）
- 小島聖（カップスター）
- 野沢直子（どんぶり感情）
- 千秋（ごま味ラーメン、ごまんぞく、オロチョン）
- ネプチューン（塩カルビ味焼そば）
- 泉ピン子、赤木春恵、角野卓造ほか『渡鬼』出演者（渡鬼シリーズ）
- 坂上二郎▲（弥次さん）
- 橋幸夫（カップ版みそラーメン、カップ版菜タンメン）
- 井上順、若原瞳（田吾作）
- 加藤芳郎（中華そば）
- 井上純一（中華そば）
- 大和田獏（中華そば）
- 団しん也（オロチョン）
- 大村崑（かんさいうどん）
- ばってん荒川（九州ラーメンよかとん）
- 春風亭小朝（東京ラーメンこれだね）
- 片岡鶴太郎（ラーメン三代目）
- 力也（ほたて味ラーメン）
- 荒井注▲（ほたて味ラーメン）
- 大仁田厚（味いっちゃん）
- 高田純次（西洋亭）
- 野々村真・松居直美（これだねカップシリーズ）
- 久保田篤（カップやきそば）
- 布川敏和（ファイバーヌードル）
- 薬丸裕英（おいしい麺屋さん）
- 間寛平（ごつうま）
- ルー大柴（ごくらく麺、ごくらくやきそば）
- 勝俣州和▲（太ったきつね）
- 大桃美代子・杉本哲太（麺屋佐吉）
- 植草克秀・高橋由美子●（どんぶりシリーズ）
- 小泉今日子▲（どんぶりシリーズ）
- 松岡修造▲ （サッポロ一番）
- 浅尾美和（カップスター）
- 斉藤ゆう子（スナックラーメン、わかめらーめん）
- フィービー・ケイツ（ミニカップ）
- ウォーレン・クロマティ（バソキヤ）
- アブドーラ・ザ・ブッチャー（バソキヤ）
- 松方弘樹・梅宮辰夫●（カップスター、浅尾美和と共演）
- 澤穂希（KING CUP）
- 上戸彩●（カップスター、デュラムおばさんのカップパスタシリーズ）
- 織田裕二●（麺の力）
- 堺雅人（頂）
- 山田杏奈（頂）
- 平岡祐太（塩とんこつラーメン[16]）
- 谷端奏人（みそラーメン、塩ラーメン。木梨憲武と共演）
- 未来穂香（みそラーメン、塩ラーメン。木梨憲武と共演）
- 高橋克実（グリーンプレミアム 0）[17]
- 吉田羊（グリーンプレミアム 0）[17]
- 波瑠（和ラー）
- 藤村有弘（ソースやきそば）
- はせさん治（ソースやきそば、声）
- 竹内結子[注 2]（みそラーメン、塩ラーメン、カレーラーメン、冷やしぶっかけ塩ラーメン、みそラーメン/塩ラーメンが鍋になりました。、縁日の焼そば等）
- 劇団ひとり（みそラーメン、塩ラーメン、カレーラーメン、冷やしぶっかけ塩ラーメン、みそラーメン/塩ラーメンが鍋になりました。、縁日の焼そば等、上記の竹内結子と共演）
- 寺田心（みそラーメン、塩ラーメン、カレーラーメン、冷やしぶっかけ塩ラーメン、みそラーメン/塩ラーメンが鍋になりました。、縁日の焼そば等、同上）
- あばれる君・サンシャイン池崎（しょうゆ味、ごま味ラーメン）
- 日向坂46（カップスター）
- Kis-My-Ft2[注 4]（減塩タイプを含むみそラーメン、塩ラーメン、しょうゆ味、ごま味ラーメン）
- 弘松芹香（ルッタ）、M・A・O（ハート）、逢坂良太（エディ）（以上冒険大陸 アニアキングダムより、お知らせ情報）
- 木梨憲武●（塩ラーメン、みそラーメン）
- 森七菜（みそラーメン）
- 仲間由紀恵●（しょうゆ味）
- 山田裕貴（塩ラーメン）

など

## スポンサー番組

### 現在
テレビ
- ポケットモンスターシリーズ（テレビ新潟、長野放送、KBS京都）
  - かつてはテレビ東京系でスポンサーについた。スポットCMが中心である。その他の全国ネットのスポンサーは週替わり、またはスペシャル番組である。

ラジオ
- 土曜朝6時 木梨の会。（TBSラジオ、ラジオ大阪）

### 過去
日本テレビ系列
- 午後は○○おもいッきりテレビ
- ウイークエンダー
- スター誕生! - ※1971年の番組開始から数年間
- 日曜20時連続ドラマ
- キャッツ♥アイ
- ゴッドマジンガー
- 星銃士ビスマルク
- 忍者戦士飛影
- 超電動ロボ 鉄人28号FX
- とんねるずの生でダラダラいかせて!!
- どっちの料理ショー（よみうりテレビ制作）
- NEWS ZERO - ※2016年4月より。中盤ナショナルセールス枠・木曜。同年9月末で降板。後任はイチネンホールディングス。

フジテレビ系列
- 欽ちゃんのドンとやってみよう!
- 笑ってる場合ですよ! - ※番組後半のナショナルセールス枠。
- 森田一義アワー 笑っていいとも! - ※番組後半のナショナルセールス枠・隔日。
- キテレツ大百科
- とんねるずのみなさんのおかげでした
- オトナの土ドラ・火の粉（東海テレビ制作）※2016年4月より

テレビ朝日系列
- 日曜演芸会 - ※1966年頃から1970年まで一社提供。その後は宇津救命丸との二社提供
- クイズタイムショック
  - タイムショック21
- 特捜最前線
- ビートたけしのスポーツ大将
- 新婚さんいらっしゃい!（朝日放送制作）
- パネルクイズ アタック25（朝日放送制作）
- おはよう!スパンク（朝日放送制作）
- とんがり帽子のメモル（朝日放送制作）
- ハロー!サンディベル
- メタルヒーローシリーズ
- ビデオあなたが主役
- 地獄先生ぬ〜べ〜
- しくじり先生 俺みたいになるな!! - ※2016年4月より。当番組および「Qさま!!」などの特番の20時枠

TBS系列
- 銀河漂流バイファム（毎日放送制作）
- ビッグモーニング - ※1991年10月下旬 - 12月の隔日
- ダウトをさがせ!（毎日放送制作）
- ブリンぶりん家（毎日放送制作）※一時期のみ
- さんまのSUPERからくりTV
- アッコにおまかせ!
- 関口宏の東京フレンドパークII
- 深夜食堂（毎日放送制作）
- 衝撃速報!アカルイ☆ミライ（毎日放送制作）※一時期のみ。
- 水曜プレミアシネマ

テレビ東京系列
- ヤンヤン歌うスタジオ
- 歌え!アイドルどーむ
- 巨神ゴーグ
- とっても!ラッキーマン
- 愛天使伝説ウェディングピーチ
- ポケモン☆サンデー

## 関連会社
現在
- 康師傅
- エースコック
- マルタイ
- サンヨー食品販売株式会社
- 太平食品工業株式会社
- サンヨーリゾート株式会社
- 太平フーズ株式会社

過去
- 日東あられ新社（旧日東あられ） - 2011年4月19日限りで廃業、現在は越後製菓に事業譲渡。

## 雑記
パラオでは即席ラーメンの人気が高く、またその代名詞に「サッポロイチバン（sapporo ichibang）」という言葉を使うほど嗜好されている。